# Phare de Grave
Le phare de Grave, sur la pointe de Grave, est situé sur le côté sud de l'embouchure de l'estuaire de la Gironde, commune du Verdon-sur-Mer.
Le musée du phare de Cordouan et des Phares et Balises se trouve dans les locaux jouxtant la tour.
Le phare fait l’objet d’une inscription au titre des monuments historiques depuis le 6 novembre 2009.

## Historique
En 1823, un fanal provisoire à réflecteurs est installé sur un échafaud pour attendre la construction d'une tour en maçonnerie dès 1825. En 1827, un feu blanc scintillant lenticulaire est installée sur cette tour de 18 m de haut. En 1829, pour cause d'érosion marine trop rapide, le feu est transporté de nouveau sur un poteau provisoire (fanal provisoire).
En 1830, on érige une tour démontable en charpente pour y mettre un feu fixe lenticulaire. En 1837, il est supprimé et remplacé par un petit fanal à feu blanc fixe installé sur le fort de Grave. En 1838, le nouveau feu est installé sur une nouvelle tour en maçonnerie qui sera détruite par la mer en 1839.
En 1842, le feu blanc fixe est réinstallé sur une nouvelle tour en maçonnerie qui ne résistera pas à la mer. La tour en échafaudage est réemployée et changera plusieurs fois de place. 
En 1860, un troisième phare est reconstruit, recevant le feu fixe blanc à occultations toutes les 5 s. Il fut bâti en 9 mois, véritable exploit ; il continue aujourd'hui à assurer la signalisation de la pointe de Grave.

## Phare actuel

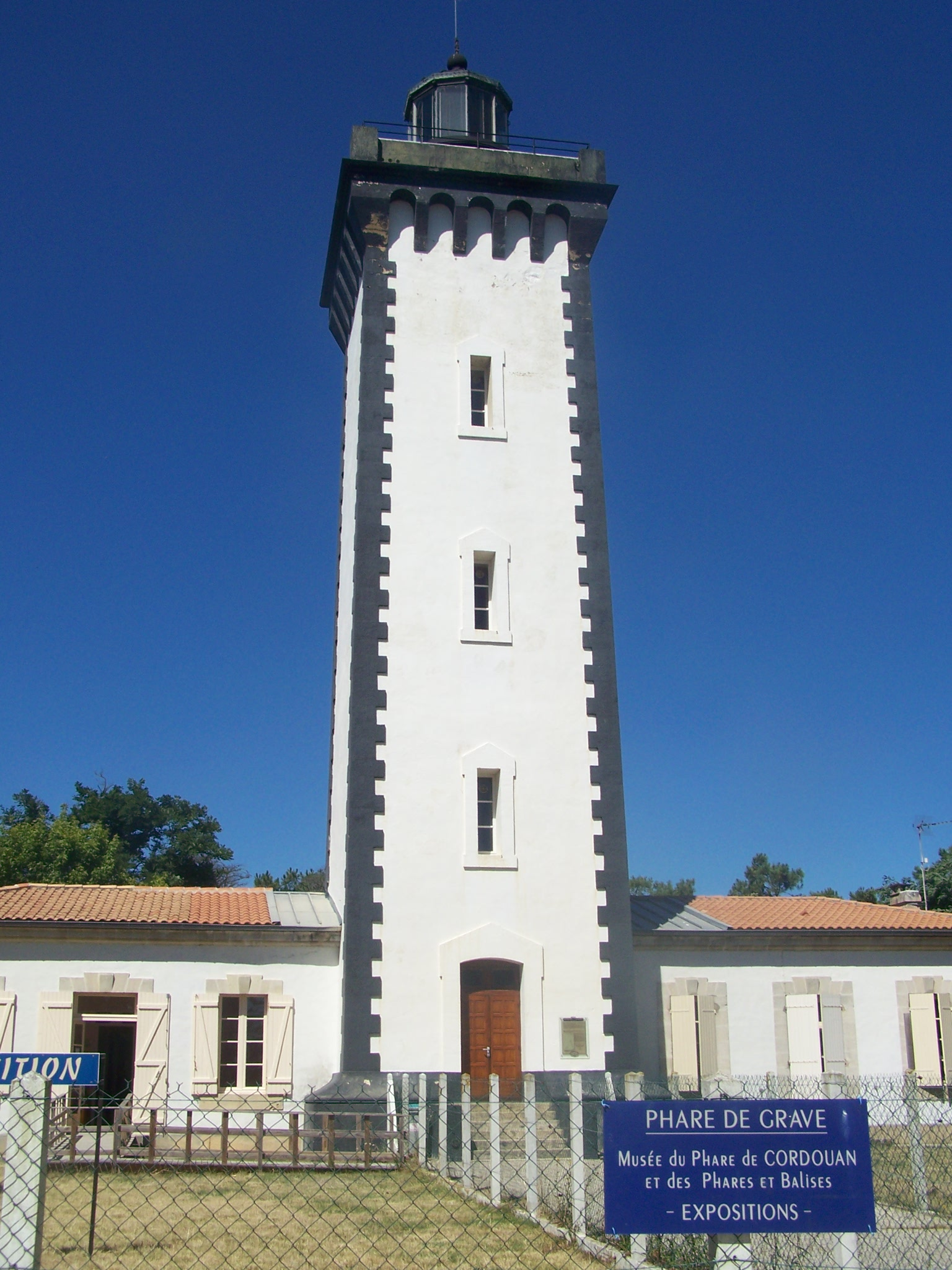
Entrée du phare et de ses deux musées et exposition.

Le phare est constitué d'une tour carrée en maçonnerie lisse, peinte en blanc, avec chaînes d'angle en pierres apparentes. Le haut est peint en noir. Elle est accolée à un bâtiment en forme de U en maçonnerie lisse avec chaînes d'angle en pierres apparentes. L'on accède à sa lanterne par un escalier de 107 marches qui menant à la plate-forme.
Il est électrifié dès 1937 et automatisé en 1955.
Le phare peut être visité, principalement durant l'été.